# Les Moitiers-en-Bauptois
Les Moitiers-en-Bauptois é uma ex-comuna francesa na região administrativa da Normandia, no departamento da Mancha. Estendeu-se por uma área de 8,04 km². Em 2010 a comuna tinha 334 habitantes (densidade: 41,5 hab./km²).
Em 1 de janeiro de 2017 foi fundida na comuna de Picauville.